# مسار اللاجئين (فلم)
مسار اللاجئين هو فيلم وثائقي لعام 2009 عن اللاجئين في المغرب، من إخراج علي بنجلون.

## ملخص الفيلم
يدور الفيلم حول المهاجرين الذين يستقبلهم المغرب بالآلاف والذين تكون وجهتهم النهائية هي أوروبا. ويحمل حوالي ألف من هؤلاء المهاجرين بطاقة لاجئ سياسي من المفوضية السامية للأمم المتحدة لشؤون اللاجئين. ومع ذلك، حتى أولئك الذين يحملون هذه البطاقة يواجهون الكثير من التحديات. 

## الجوائز
عُرض فيلم مسار اللاجئين في المهرجانات التالية:
- مهرجان الدار البيضاء الدولي للأفلام القصيرة والوثائقية 2010.
- مهرجان خريبكة للأفلام الوثائقية الدولي (fifdoc) 2010.